# Empire Airlines (1976–1985)
Pour les articles homonymes, voir Empire (homonymie).
 (septembre 2019).
 (septembre 2019).
Empire Airlines était une compagnie aérienne régionale desservant le nord-est des États-Unis à partir de 1976. En 1985, la compagnie aérienne a été rachetée par Piedmont Airlines, qui a été achetée par USAir et dont le nom a ensuite été intégré au réseau US Airways Express avant la fusion d'US Airways en American Airlines en 2015. 

## Histoire
Fondée par Paul Quackenbush, Empire Airlines a commencé avec son hub à l'aéroport du comté d'Oneida, qui dessert Utica et Rome (New York). Une grande partie de sa croissance précoce est provenue de la reprise des routes abandonnées par Allegheny Airlines, alors que cette dernière se focalisait sur le service vers les grandes villes. Empire s'est étendue tout au long du début des années 1980 à des destinations dans les États du Nord-Est et de l'Atlantique-Centre. 
Pendant un certain temps, les avions Empire ont également fourni un service d'alimentation pour passagers en tant que « transporteur de bannières » pour Pan American World Airways (Pan Am) opérant sous le nom de Pan Am Express à l'aéroport international JFK de New York, par le biais d'un accord de partage de code. Au début de 1983, Empire exploitait le service Pan Am Express avec des biréacteurs Fokker F28 entre l'aéroport JFK de New York et Buffalo, Ithaca, Rochester, Syracuse et Utica/Rome à New York. Pan Am exploitait alors un hub international et national de passagers à New York JFK. 
Vers la fin de son existence, Empire a annoncé son intention d'éliminer progressivement sa flotte de turbopropulseurs Swearingen Metro II et de devenir une compagnie aérienne régionale à réaction. Coïncidant avec cela était une décision de réduire sa présence à Utica et de déplacer sp, siège social et la plupart de ses opérations à l'aéroport international de Syracuse-Hancock (SYR). 

## Sources
- (en) Cet article est partiellement ou en totalité issu de l’article de Wikipédia en anglais intitulé « Empire Airlines (1976–1985) » (voir la liste des auteurs).